# Episodi di Doraemon (serie animata 2005)

Logo italiano della serie animata del 2005. Da sinistra a destra: Haruo, Dekisugi, Nobita, Shizuka; al centro: Doraemon.

Questa è la lista degli episodi dell'anime 2005 di Doraemon, serie televisiva anime prodotta dallo studio Shin-Ei Animation e trasmessa in Giappone su TV Asahi. La serie è iniziata nel 2005 ed è tuttora in corso: è il remake della precedente serie anime del 1979. 
In Italia, Doraemon viene trasmesso su Boing dal 3 marzo 2014; tuttavia, alcuni episodi delle varie stagioni sono rimasti inediti.

## Stagioni
La seguente suddivisione degli episodi segue la trasmissione annuale giapponese; gli episodi di ogni stagione si trovano nella relativa sotto-pagina.

### Stagioni italiane
In Italia, l'anime viene suddiviso in stagioni secondo i blocchi di episodi acquistati da Turner Broadcasting System Italia, e trasmessi in prima visione sulle proprie reti. Vari episodi non sono stati trasmessi per motivi di censura, e sono rimasti inediti; oltre a ciò, gli episodi speciali non sono stati doppiati. Nella seconda e nella terza stagione italiana, gli episodi da 22 minuti sono stati divisi in due parti, mantenendo comunque lo stesso titolo.
- Doraemon I: 53 episodi (1 - 53[37]), trasmessi dal 3 marzo 2014 al 31 marzo 2015.
- Doraemon II: 49 episodi (54 - 104; 107 - 108[38]), trasmessi dal 7 aprile al 13 ottobre 2015.
- Doraemon III: 40 episodi (105 - 106; 109 - 151[39]), trasmessi dal 7 marzo al 20 settembre 2016.
- Doraemon IV: 40 episodi (152 - 191), trasmessi dal 10 aprile al 24 ottobre 2017.
- Doraemon V: 78 episodi (192 - 273), trasmessi dal 24 ottobre 2017 al 12 settembre 2018.
  - prima parte: 39 episodi (192 - 231), trasmessi dal 24 ottobre 2017 al 25 aprile 2018.
  - seconda parte: 39 episodi (232 - 273[40]) trasmessi dal 26 aprile al 12 settembre 2018.
- Doraemon VI: 80 episodi (274 - 357), trasmessi dal 16 maggio 2020 al 28 giugno 2023.
  - prima parte: 32 episodi (274 - 306[41]), trasmessi dal 16 maggio al 22 agosto 2020.
  - seconda parte: 48 episodi (307 - 357[42]), trasmessi dal 16 gennaio al 28 giugno 2023.
- Doraemon VII: 39 episodi (358 - 395[43]), trasmessi dal 13 novembre 2023 al 18 settembre 2024.
- Doraemon VIII: in corso (396 - in corso[44]), trasmessi dal 7 gennaio 2025.

## Doppiaggio
Nella tabella sottostante sono presenti le informazioni riguardanti il doppiaggio dell'anime 2005 di Doraemon.
| Personaggio                         | Voce giapponese    | Voce italiana                                          |
| ----------------------------------- | ------------------ | ------------------------------------------------------ |
| Doraemon                            | Wasabi Mizuta      | Pietro Ubaldi                                          |
| Nobita Nobi                         | Megumi Ōhara       | Davide Garbolino                                       |
| Shizuka Minamoto                    | Yumi Kakazu        | Federica Valenti                                       |
| Takeshi "Gian" Goda                 | Subaru Kimura      | Luca Bottale                                           |
| Suneo Honekawa                      | Tomokazu Seki      | Patrizia Scianca                                       |
| Tamako Kataoka                      | Kotono Mitsuishi   | Elda Olivieri                                          |
| Nobisuke Nobi                       | Yasunori Matsumoto | Cesare Rasini                                          |
| Dekisugi Hidetoshi                  | Shihoko Hagino     | Renata Bertolas                                        |
| Sewashi Nobi                        | Sachi Matsumoto    | Davide Garbolino                                       |
| Dorami                              | Chiaki             | Serena Clerici                                         |
| Nobita da bambino piccolo           | Mai Kadowaki       | Serena Clerici                                         |
| Jaiko Goda                          | Vanilla Yamazaki   | Jolanda Granato                                        |
| Maestro di Nobita                   | Wataru Takagi      | Sergio Romanò (ep. 1-53) Marco Pagani (ep. 54+)        |
| Madre di Shizuka                    | Ai Orikasa         | Marina Thovez (ep. 1-191) Germana Savo (ep. 192+)      |
| Madre di Suneo                      | Minami Takayama    | Elisabetta Spinelli                                    |
| Madre di Gian                       | Miyako Takeuchi    | Elisabetta Cesone                                      |
| Zio Nobiru                          | Mahito Ōba         | Ruggero Andreozzi                                      |
| Nonna di Nobita                     | Yasuko Hatori      | Caterina Rochira (ep. 1-191) Lorenza Biella (ep. 192+) |
| Nonno di Nobita                     | Kōichi Hashimoto   | Mario Scarabelli                                       |
| Signor Kaminari                     | Katsuhisa Hoki     | Mario Scarabelli                                       |
| Padre di Shizuka                    | Aruno Tahara       | Marco Balbi                                            |
| Presidente dell'azienda di Nobisuke | Shōzō Iizuka       | Marco Balbi                                            |

Al termine della quarta stagione italiana, la Turner Broadcasting System Italia ha deciso di trasferire il doppiaggio dalla Merak Film di Milano, che curava l'anime dal 2003, a La BiBi.it di Roma, con la collaborazione dell'azienda milanese Quality Dubbing; le voci dei vari personaggi sono rimaste tuttavia quasi totalmente invariate. A partire dalla quinta stagione, il montaggio video della sigla non cambia: la differenza tra le stagioni è riconoscibile dalla variazione dei titoli di coda.
| Nome                              | Stagione italiana | Stagione italiana | Stagione italiana | Stagione italiana | Stagione italiana | Stagione italiana | Stagione italiana | Stagione italiana |
| Nome                              | 1ª                | 2ª                | 3ª                | 4ª                | 5ª                | 5ª                | 6ª                | 7ª                |
| Nome                              | 1ª                | 2ª                | 3ª                | 4ª                | 5.1               | 5.2               | 6ª                | 7ª                |
| --------------------------------- | ----------------- | ----------------- | ----------------- | ----------------- | ----------------- | ----------------- | ----------------- | ----------------- |
| Doppiaggio italiano               |                   |                   |                   |                   |                   |                   |                   |                   |
| Merak Film - Milano               | Si                | Si                | Si                | Si                |                   |                   |                   |                   |
| La BiBi.it - Roma                 |                   |                   |                   |                   | Si                | Si                | Si                |                   |
| BB Dub - Roma                     |                   |                   |                   |                   |                   |                   |                   | Si                |
| Sonorizzazione                    |                   |                   |                   |                   |                   |                   |                   |                   |
| Merak Film - Milano               | Si                | Si                | Si                | Si                |                   |                   |                   | No                |
| N.C. - Roma                       |                   |                   |                   |                   | Si                | Si                | Si                | No                |
| Quality Dubbing - Milano          |                   |                   |                   |                   | Si                | Si                | Si                | No                |
| Direzione del doppiaggio          |                   |                   |                   |                   |                   |                   |                   |                   |
| Sergio Romanò                     | Si                |                   |                   |                   |                   |                   |                   |                   |
| Caterina Rochira                  | Si                |                   |                   |                   |                   |                   |                   |                   |
| Davide Garbolino                  |                   | Si                | Si                |                   | Si                | Si                | Si                | Si                |
| Luca Bottale                      |                   | Si                | Si                | Si                | Si                | Si                |                   |                   |
| Graziano Galoforo                 |                   |                   |                   | Si                |                   |                   |                   |                   |
| Michela Uberti                    |                   |                   |                   |                   |                   |                   | Si                | Si                |
| Dialoghi italiani                 |                   |                   |                   |                   |                   |                   |                   |                   |
| Laura Brambilla                   | Si                |                   |                   |                   |                   |                   |                   |                   |
| Luigi Lo Fermo                    | Si                | Si                | Si                |                   |                   |                   |                   |                   |
| Gruppo TRAST                      | Si                |                   |                   |                   |                   |                   |                   |                   |
| Martino Consoli                   |                   | Si                |                   |                   |                   |                   |                   |                   |
| Daniele Demma                     |                   | Si                |                   |                   |                   |                   |                   |                   |
| Guido Rutta                       |                   | Si                |                   |                   |                   |                   |                   |                   |
| Paola Gay                         |                   | Si                |                   |                   |                   |                   |                   |                   |
| Claudio Ridolfo                   |                   |                   | Si                |                   |                   |                   |                   |                   |
| Gruppo Di Terlizzi                |                   |                   | Si                |                   |                   |                   |                   |                   |
| Mary Pellegatta                   |                   |                   |                   | Si                |                   |                   |                   |                   |
| Alessandro Germano                |                   |                   |                   | Si                |                   |                   |                   |                   |
| Felice Invernici                  |                   |                   |                   | Si                |                   |                   |                   |                   |
| Achille Brambilla                 |                   |                   |                   | Si                |                   |                   |                   |                   |
| Giulia Gabriotti                  |                   |                   |                   |                   | Si                |                   | Si                |                   |
| Alessandro Sestili                |                   |                   |                   |                   | Si                |                   |                   |                   |
| Alessia Mercuri                   |                   |                   |                   |                   | Si                | Si                |                   |                   |
| Silvia Alexakis                   |                   |                   |                   |                   | Si                | Si                | Si                | Si                |
| Grazia Esposito                   |                   |                   |                   |                   |                   | Si                |                   |                   |
| Francesco Rinaldi                 |                   |                   |                   |                   |                   | Si                |                   |                   |
| Antonella Marcora                 |                   |                   |                   |                   |                   |                   | Si                |                   |
| Simona Carlini                    |                   |                   |                   |                   |                   |                   |                   | Si                |
| Post-produzione audio             |                   |                   |                   |                   |                   |                   |                   |                   |
| Stefano Di Modugno                | Si                | Si                | Si                | Si                |                   |                   |                   | No                |
| Riccardo Canino                   |                   |                   |                   |                   | Si                | Si                | Si                | No                |
| Post-produzione video             |                   |                   |                   |                   |                   |                   |                   |                   |
| Gabriela Marchini                 | Si                | Si                | Si                | Si                | No                | No                | No                | No                |
| Edizione italiana                 |                   |                   |                   |                   |                   |                   |                   |                   |
| Tania Gaspardo                    | Si                | Si                | Si                | Si                |                   |                   |                   |                   |
| Susanna Mazzoleni                 |                   |                   |                   |                   | Si                | Si                | Si                | Si                |
| Giada Bolognini                   |                   |                   |                   |                   |                   |                   | Si                | Si                |
| Coordinamento organizzativo       |                   |                   |                   |                   |                   |                   |                   |                   |
| Giulia De Angelis                 | No                | No                | No                | No                | Si                | Si                | Si                | No                |
| Diritti di trasmissione           |                   |                   |                   |                   |                   |                   |                   |                   |
| Turner Broadcasting System Italia |                   |                   |                   |                   |                   |                   |                   |                   |

## Sigle

### Giappone
Per un breve periodo è stata utilizzata come sigla d'apertura la versione strumentale di Doraemon no uta, seguita poi da due sigle completamente nuove: Hagu shichao e  Yume o kanaete Doraemon, quest'ultima dal 2007 al 2019, e poi dal 2024 in poi. Dal 5 ottobre 2019 al 2 novembre 2024, è stata usata una nuova sigla d'apertura, ossia "Doraemon", cantata da Gen Hoshino. È stata invece utilizzata solo una sigla di chiusura, cantata dalla doppiatrice giapponese di Doraemon nell'anime 2005, Wasabi Mizuta: Odore Dore Dora Doraemon Ondo.
| Tipo     | Titolo                                                           | Cantante          | Episodi                                                       |
| -------- | ---------------------------------------------------------------- | ----------------- | ------------------------------------------------------------- |
| Apertura | Doraemon no uta (ドラえもんのうた?)                              | Twelve Girls Band | 15 aprile - 21 ottobre 2005                                   |
| Apertura | Hagu shichao (ハグしちゃお?)                                     | Rimi Natsukawa    | 28 ottobre 2005 - 20 aprile 2007                              |
| Apertura | Yume o kanaete Doraemon (夢をかなえてドラえもん?)                | Mao               | 11 maggio 2007 - 6 settembre 2019, 9 novembre 2024 - in corso |
| Apertura | Doraemon (ドラえもん?)                                           | Gen Hoshino       | 5 ottobre 2019 - 2 novembre 2024.                             |
| Chiusura | Odore dore dora Doraemon ondo (踊れ・どれ・ドラ ドラえもん音頭?) | Wasabi Mizuta     | 5 agosto 2005 - in corso                                      |

### Italia
Viene usata dal 3 marzo 2014 un'unica sigla sia per l'apertura che per la chiusura, Doraemon, già trasmessa anche per la precedente serie anime. Essa, scritta da Alessandra Valeri Manera, Giorgio Vanni e Max Longhi, è cantata da Cristina D'Avena.
| Tipo     | Titolo   | Cantante         | Tempo utilizzo          |
| -------- | -------- | ---------------- | ----------------------- |
| Apertura | Doraemon | Cristina D'Avena | 3 marzo 2014 - in corso |
| Chiusura | Doraemon | Cristina D'Avena | 3 marzo 2014 - in corso |